# X-41 Common Aero Vehicle
X-41 Common Aero Vehicle è la designazione di uno spazioplano militare statunitense ancora classificato. Fotografie e specifiche tecniche non sono ancora state diffuse al pubblico; dunque non si sa ancora molto riguardo ai suoi obiettivi.
È stato descritto come velivolo sperimentale per la manovra di rientro nell'atmosfera capace di trasportare un carico utile di 1 000 libbre in voli suborbitali a velocità ipersonica e rilasciando il carico nell'atmosfera terrestre.
Nell'ambito del programma CAV era stata originariamente prevista per una dimostrazione di volo nel corso del 2003, ma le intenzioni attuali (2003) sono sconosciute. È probabile che il programma sia stato annullato. Il programma era quello di dimostrare una elevata precisione nel rientro a terra con manovrabilità elevata in una soluzione a basso costo a velivolo sacrificabile.
Questo velivolo è ora parte del programma FALCON (Force Application and Launch from Continental United States) di DARPA e NASA.